# Slip-n-Slide Records
Slip-n-Slide Records es un sello discográfico estadounidense, fundado por Ted Lucas en 1994.

## Historia
Ted Lucas fundo el sello en 1994. Slip-n-Slide firmó al rapero local Trick Daddy en sus primeros años; él debutó en 1997 con el álbum localmente popular Based on a True Story y rompió éxito principal el siguiente año con www.thug.com, quitando "Dollars"" de su nombre artístico. El segundo álbum de Trick Daddy incluyó el exitoso sencillo «Nann Nigga», junto a la nueva rapera Trina. Él publicó un par de álbumes más bajo Slip-n-Slide y anotó otro éxito superior en 2004 con «Let's Go» junto a Twista y Lil Jon. Su último álbum con Slip-n-Slide fue Back By Thug Demand en 2006. En 2008, Trick Daddy dejó Slip-n-Slide por su propio sello Dunk Ryders Records. Otros raperos firmados a Slip-n-Slide son Trina, Rick Ross, y Plies.